# فرودگاه لیمینگتون
فرودگاه لیمینگتون (به انگلیسی: Leamington Airport) یک فرودگاه همگانی است که یک باند فرود آسفالت دارد و طول باند آن ۱٬۱۶۸ متر است. این فرودگاه در کشور کانادا قرار دارد و در ارتفاع ۱۷۶ متری از سطح دریا واقع شده است.